# Dovima

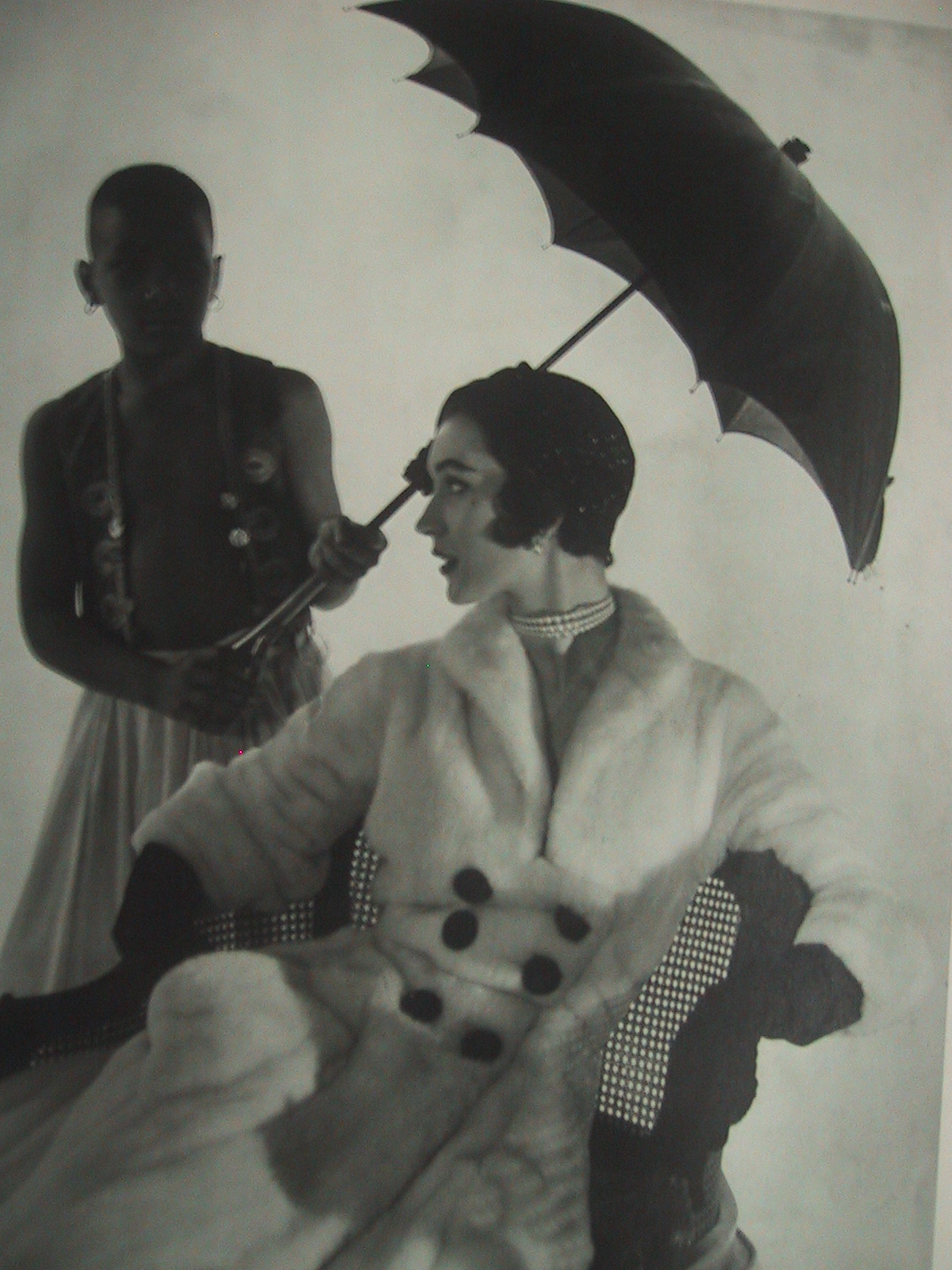
Dovima, fotografiert in den 1950er Jahren von Edgar de Evia für eine Pelzwerbung

Dovima (* 11. Dezember 1927 in New York City, New York; † 3. Mai 1990 in Fort Lauderdale, Florida; eigentlich Dorothy Virginia Margaret Juba) war ein US-amerikanisches Fotomodell. In den 1950er Jahren gehörte sie neben Lisa Fonssagrives, Sonny Harnett, Dorian Leigh, Suzy Parker und Jean Patchett zu den bekanntesten und bestverdienenden weiblichen Models.

## Leben

### Kindheit und Entdeckung als Fotomodell
Dovima, irisch-polnischer Abstammung, wurde 1927 (laut anderer Quellen 1926) in New York als Dorothy Virginia Margaret Juba geboren und wuchs in Jackson Heights, im New Yorker Stadtteil Queens auf. Die Tochter von Peggy und Stanley Juba, eines Polizisten in Manhattan, litt im Alter von zehn Jahren unter rheumatischem Fieber, woraufhin sie von ihrer Mutter die nächsten Jahre über gepflegt wurde. Doe, wie sie von ihrer Familie gerufen wurde, fing während ihrer Bettlägerigkeit mit dem Malen an und verständigte sich per Telefon mit anderen kränkelnden Kindern. Sie erfand zu dieser Zeit einen imaginären Freund namens Dovima, ein Wortspiel aus den jeweils zwei Anfangsbuchstaben ihrer drei Vornamen, den sie später als Künstlernamen verwenden sollte. Ihr späterer erster Ehemann Jack Golden lebte als Nachbar im selben Haus wie sie. Bleich und tollpatschig wie sie war, hielt sie sich nie für eine wunderschöne Frau, wie sie später berichtete.
1949 wurde die Angestellte eines Süßigkeitenladens beim Verlassen eines Manhattaner Automatenrestaurants von einer Mitarbeiterin der Modezeitschrift Vogue angesprochen, die sich danach erkundigte, ob sie jemals als Fotomodell gearbeitet hätte. Daraufhin wurde sie zu Probeaufnahmen eingeladen und schon einen Tag später von dem bekannten Fotografen Irving Penn abgelichtet. Dovima, wie sie sich von nun an nannte, schloss während der Arbeit mit Penn stets ihren Mund, da ihr seit der Kindheit ein Stück eines Vorderzahns fehlte. Doch gerade dieser Umstand war es, der die Aufnahmen so mysteriös erscheinen ließ und weshalb ihr Lächeln mit dem der Mona Lisa verglichen wurde. Schon nach einem Jahr Arbeit als Fotomodell avancierte Dovima mit einer Gage von 30 US-Dollar pro Stunde zu den erfolgreichsten Models der Agentur Ford. Später sollte sich der Verdienst der US-Amerikanerin, die als Symbol der Überkultiviertheit gefeiert wurde, sogar noch verdoppeln. Dovima arbeitete in den 1950er Jahren mit allen wichtigen Fotografen zusammen und erschien fünfhundert Mal auf den Titelseiten aller wichtigen Modemagazine. Eine enge Zusammenarbeit verband sie mit dem Fotografen Richard Avedon, der sich rückblickend an sie als eine der letzten großen eleganten, aristokratischen Schönheiten erinnerte. Mit Avedon nahm sie im August 1955 für Harper’s Bazaar ihr bekanntestes Foto auf, Dovima with the Elephants. Das Bild entstand im Pariser Cirque d'hiver und zeigt die fragil wirkende Dovima zwischen zwei Zirkuselefanten, wobei sie eine schwarze Robe mit weißer Schärpe von Dior trägt, das erste entworfene Abendkleid des damals noch unbekannten Assistenten Yves Saint Laurent. Kopien des Bildes sind heute im Besitz des Metropolitan Museum of Art und des Museum of Modern Art in New York.

### Ausklang der Modelkarriere
1957 feierte die 1,73 m große Dovima mit dem Part des unterbelichteten Fotomodells Marion in Stanley Donens Ein süßer Fratz ihr Debüt als Schauspielerin. Der Film, 1958 viermal für den Oscar nominiert, basiert lose auf dem Leben von Richard Avedon und erzählt die Geschichte eines erfolgreichen Modefotografen (gespielt von Fred Astaire), der sich auf der Suche nach einem neuen Frauentyp in eine junge Buchhändlerin (Audrey Hepburn) vernarrt. Knapp fünf Jahre später schied Dovima 1962 mit 35 Jahren aus dem Modelgeschäft aus mit der Begründung, sie wolle nicht warten, bis die Kamera sich grausam gegen sie richten würde. Während sie später eine eigene Modelagentur führte, etablierte sich nach ihr der Londoner „young junior look“ mit Jean Shrimpton, Twiggy und Penelope Tree als deren bekannteste Vertreter.
Dovima war dreimal verheiratet. Von Jack Golden ließ sie sich gegen Ende der 1950er Jahre scheiden. Ab 1957 war sie in zweiter Ehe mit Allan Murray verheiratet, dem sie wie schon ihrem Gatten zuvor die Verwaltung ihrer gesamten Finanzen anvertraute. Die Verbindung, aus der die gemeinsame Tochter Allison hervorging, war von Gewalt geprägt und zerbrach in den 1960er Jahren, als Dovima nach Los Angeles zog, um sich als Schauspielerin zu etablieren. Sie verlor in dieser Zeit das Sorgerecht für ihre Tochter an ihren Ex-Ehemann und auch eine Karriere in Hollywood scheiterte, als sie über Auftritte in Fernsehspielen wie die des Kraft Suspense Theatres und der Serie The Man from U.N.C.L.E. (beide 1964) nicht hinauskam. 1974 zog Dovima nach Fort Lauderdale, Florida, um nahe bei ihren Eltern sein zu können, die sich dort zur Ruhe gesetzt hatten. Hier verdiente sie sich ihren Lebensunterhalt mit Gelegenheitsarbeiten wie dem Verkauf von Kosmetika und einem Posten als Hostess in der örtlichen Pizzeria The Two Guys, der sie auch als Maskottchen für ein Softball-Team diente. 1983 heiratete sie, zum dritten Mal, den Barkeeper West Hollingsworth, der 1986 an Krebs verstarb. Von diesem Verlust erholte sich Dovima nicht. Im Jahr 1990 erlag sie im Alter von 62 Jahren einem Leberkrebsleiden.